# 蒙泰奇卡尔多
蒙泰奇卡尔多（義大利語：Monteciccardo），是意大利佩薩羅和烏爾比諾省的一个已废置的市镇。总面积25.86平方公里，人口1670人，人口密度64.6人/平方公里（2008年）。ISTAT代码为041032。
2020年7月1日，该市镇并入佩萨罗。